# Station Liotte
Station Liotte is een voormalige spoorweghalte langs spoorlijn 42 (Rivage-Gouvy) in de gemeente Sprimont.
0,0: Rivage ·
0,9: Liotte ·
5,7: Martinrive ·
8,2: Aywaille ·
11,4: Remouchamps ·
13,4: Nonceveux ·
17,0: Quarreux ·
19,0: Lorcé-Chevron ·
21,4: Stoumont ·
27,4: La Gleize ·
30,4: Roanne-Coo ·
32,6: Coo ·
34,8: Trois-Ponts ·
40,7: Grand-Halleux ·
45,7: Rencheux ·
46,7: Vielsalm ·
48,3: Salmchâteau ·
51,4: Cierreux ·
54,2: Bovigny ·
58,1: Gouvy